# Université Nicolae-Titulescu
L'université Nicolae-Titulescu est une université de Bucarest, en Roumanie, fondée en 2002.